# Incognito (serie de televisión)
Incognito es una serie de televisión filipina producida por Star Creatives y Studio Three Sixty y emitida por Kapamilya Channel desde el 20 de enero de 2025. Está protagonizada por Richard Gutierrez, Baron Geisler, Maris Racal, Anthony Jennings, Kaila Estrada, Ian Veneracion y Daniel Padilla.

## Trama
En busca de redención, una tripulación de siete inadaptados se une a una compañía militar privada en una serie de misiones mortales contra el submundo criminal.

## Elenco

### Principales
- Richard Gutierrez como Jose "JB" Bonifacio
  - Robbie Wachtel como joven JB
- Daniel Padilla como Andres Malvar
  - Francis Saagundo como joven Andres
- Ian Veneracion como coronel Gregorio "Greg" Paterno
- Baron Geisler como Miguel "Migs" Tecson
- Kaila Estrada como Max Alvero
- Anthony Jennings como Tomas "Tom" Guerrero
- Maris Racal como Gabriela “Gab” Rivera / Scarlett

### Recurrentes
- Eddie Gutierrez como Antonio "Tony" Bonifacio
- Bembol Roco como Ninong
- Jestoni Alarcon como general Donnie Novilla
- Agot Isidro como Isabel Escalera
- Malou de Guzman como Apo Esang Malvar
- Raymond Bagatsing como embajador Jigme Rai
- Art Acuña como Timor "Señor" Escalera
- Cris Villanueva como Pedro Malvar
- Ryan Eigenmann como Eugene Escalera / Clover
- Antonio Aquitania como Lorenzo Paterno
- Polo Ravales como Emilio "Emil" Manalastas
- Dino Imperial como Francis Escalera / Diamond
- Eric Tai como Shan Escalera
- Joel Torre como Samuel

### Participaciones especiales
- Belle Mariano como Takako Rai
- Elijah Canlas como Donato Escalera / Spade
- Jane de Leon como Sylvia Escalera-Jayin / Heart

## Producción

### Rodaje
La fotografía principal comenzó en septiembre de 2024 en El Nido, Palawan y Bari, Apulia, Italia. Se filmaron escenas adicionales en Italia en Matera.

## Lanzamiento
La serie se estrenó primero en Netflix 3 días antes de su emisión el 17 de enero de 2025, en iWantTFC 2 días antes de su emisión el 18 de enero de 2025 y su estreno el 20 de enero de 2025.

## Recepción

### Calificaciones y audiencia
Tras su estreno, Incognito se convirtió en el número uno de los programas más vistos de Netflix en Filipinas. La serie se estrenó con 585.973 espectadores simultáneos en directo en su estreno en Kapamilya Online Live transmitido a través de YouTube. Según la medición de audiencia de televisión urbana a nivel nacional de AGB Nielsen Philippines, Incognito se estrenó con un 8,7% de calificación.